# Déclaration annuelle des données sociales
La Déclaration annuelle des données sociales (ou DADS) est une formalité administrative pour les entreprises en France. Chaque entreprise est tenue de déclarer les effectifs salariés et les rémunérations brutes sur lesquelles sont calculées les cotisations sociales des entreprises et les droits des salariés. La DADS est progressivement remplacée par la Déclaration sociale nominative (DSN), à partir de 2016 pour les entreprises et entre 2020 et 2022 pour la fonction publique.
L'Institut national de la statistique et des études économiques utilise le jeu de données des DADS pour produire des statistiques sur l'emploi et les salaires.
Un échantillon des données anonymisées est diffusé par l'Insee.